# 上級ラント裁判所

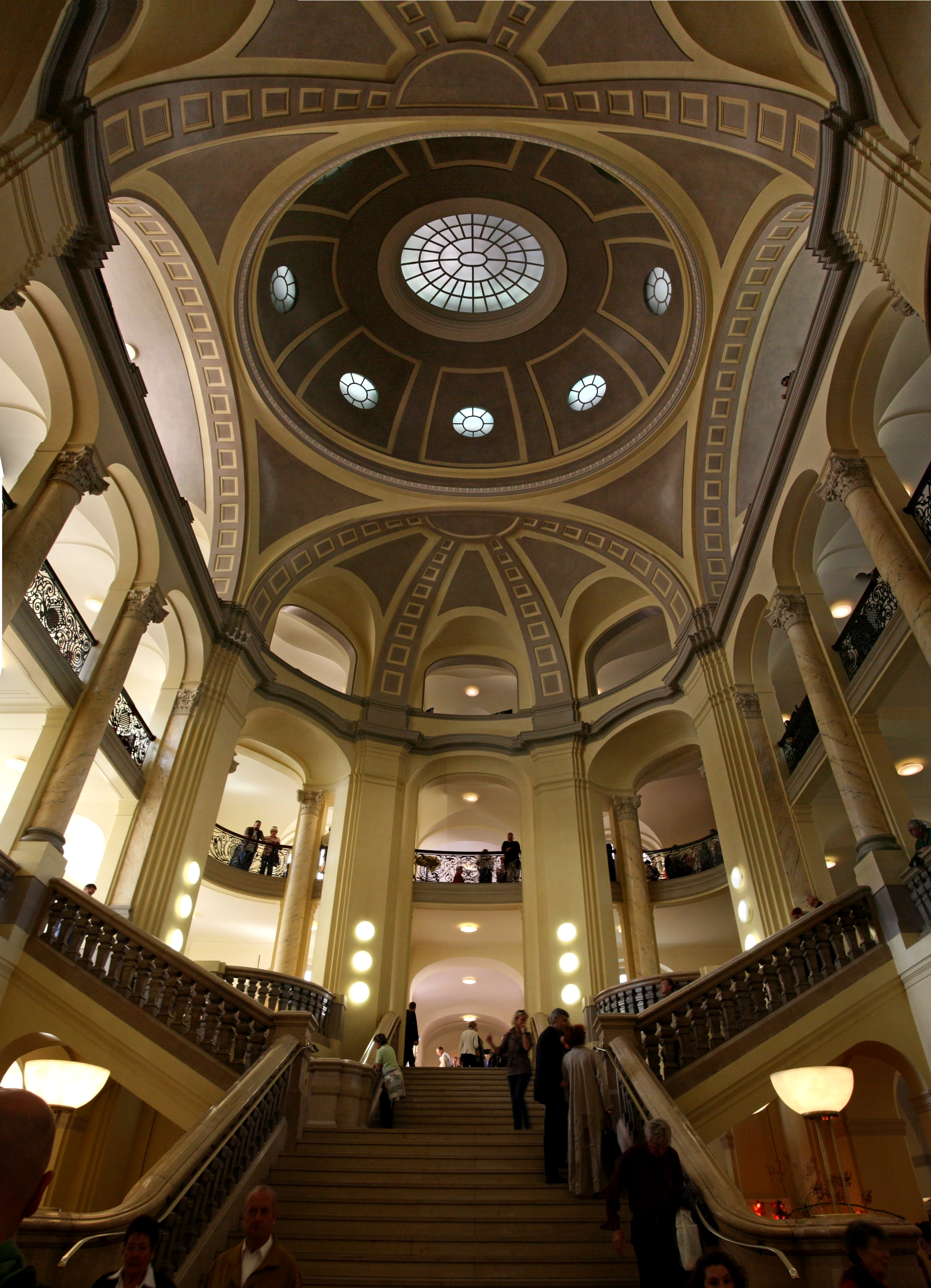
ケルン上級ラント裁判所の内装

上級ラント裁判所 （独: Oberlandesgerichte）はドイツの下級裁判所の一つ。全部で24庁が存在する。通常の民刑事事件では第一審裁判所であるラント裁判所（地方裁判所）からの上訴事件を取り扱う。家事事件においては区裁判所からの上訴事件も審理する。上級ラント裁判所の判決に対しては連邦裁判所に上訴することができる。上級ラント裁判所はラント政府に属する裁判所であるが連邦裁判所に第一審が専属する刑事事件（国事犯など）においては下級連邦裁判所("Untere Bundesgerichte").として第一審を担当する。
各上級ラント裁判所には総括検事局が付属しその長としてラント検事長が置かれている。
上級ラント裁判所は帝政ドイツ時代の1877年に制定された裁判所構成法により設置された。プロイセン王国においてはそれ以前の1808年から上訴裁判所として置かれていた。